# Décennie 1560 en architecture
| Années de l'architecture : 1557 - 1558 - 1559 - 1560 - 1561 - 1562 - 1563    |
| Décennies de l'architecture : 1530 - 1540 - 1550 - 1560 - 1570 - 1580 - 1590 |

Cet article présente les faits marquants de la décennie 1560 en architecture.

## Événements
- 28 mars 1566 : pose de la première pierre de La Valette, ville nouvelle crée à Malte sur un projet de Francesco Laparelli[1].
- 23 juillet 1569 : l'architecte italien Andrea Palladio présente à la municipalité de Bassano del Grappa son projet d'un pont suspendu en bois sur la Brenta, pour remplacer celui détruit par une crue le 30 octobre 1567. Il est payé pour son projet le 26 octobre 1569[2]. Le pont, construit à partir de 1570, est détruit par une crue en 1748 et reconstruit à l'identique par Bartolomeo Ferracina en 1748[3].

## Réalisations

### Asie
- 1560 : construction du Vat Xieng Thong, un temple bouddhiste à Luang Prabang au Laos[4].
- 1561 : construction du Pavillon Tianyi une bibliothèque à Ningbo, en Chine[5].
- 1565 : construction du Vat Phra Kèo, temple bouddhiste à Vientiane[6].

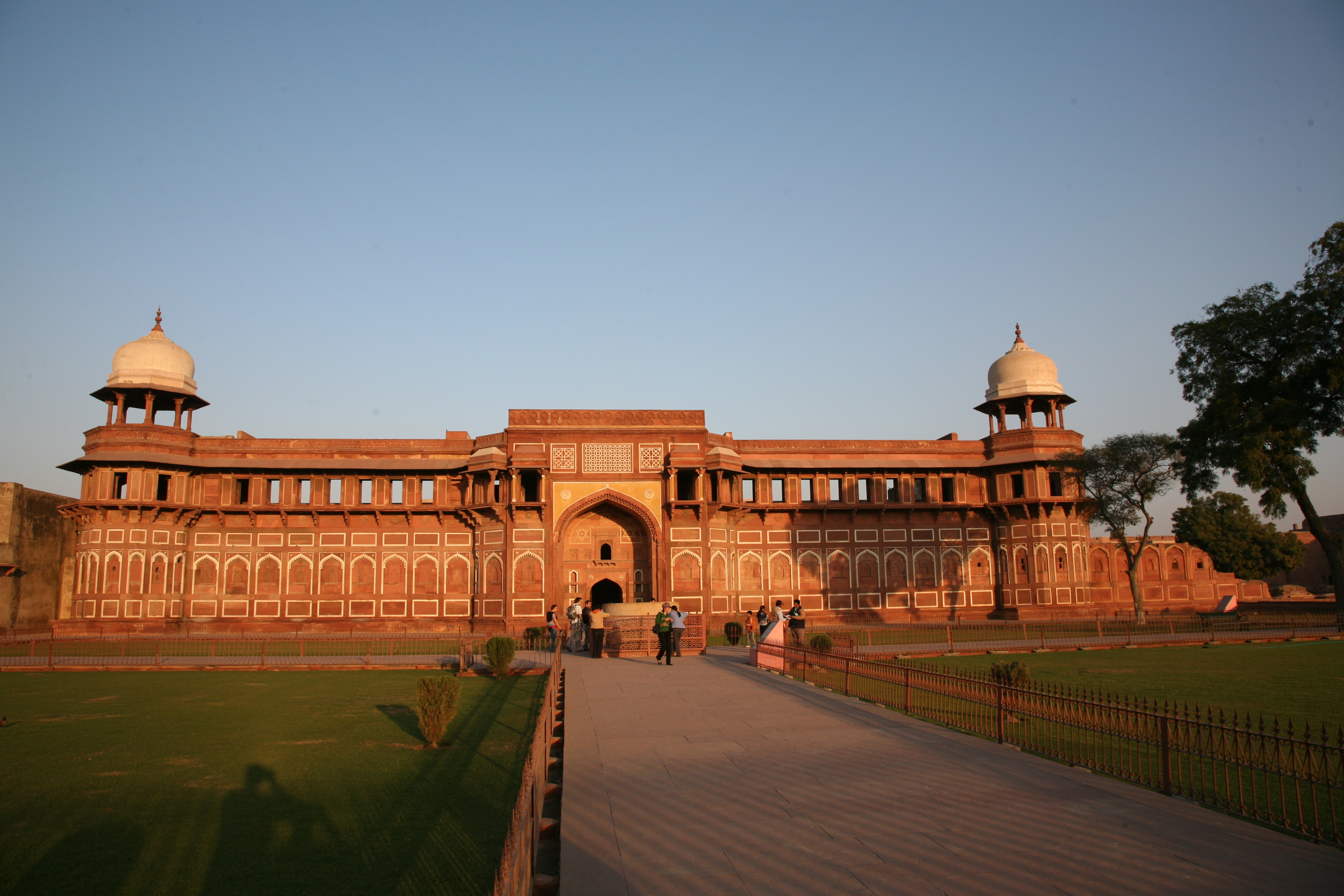
Jahangiri mahal

- 1565-1573 : Akbar fait construire le « Fort Rouge » à Âgrâ[7]. La construction du palais à l’intérieur de l'enceinte, le Jahangiri mahal (en), est achevée en 1570[8].
- 1566 : au Laos, le roi Setthathirath fait construire (ou reconstruire) le That Luang de Vientiane[9].
- 1569-1570 : Bega Begum fait construire un mausolée en grès rouge à son époux Humâyûn par l'architecte persan Mirak Mirza Ghiyath, à Delhi, en Inde[10].

### Europe
- 1557-1566 : construction du Stari Most, pont sur la Neretva à Mostar en Bosnie-Herzégovine, par l’architecte ottoman Mimar Hajrudin (ou Mimar Hayreddin)[11].
- 1560 : construction du palais des Villalones à Cordoue[12].
- Vers 1560-1580 : construction de la Sloboda d’Alexandrov, de l’hôtel de l’imprimerie de Moscou, du palais des Fauconniers à Moscou et du Kremlin de Kazan[13].
- 1560-1564 : construction de la mosquée Rüstem Paşa à Constantinople[14].
- 1561-1565 : construction de l'Hôtel de ville d'Anvers sur les plans de Cornelis Floris de Vriendt[15].
- 1561-1567 : début de la construction du palais et des jardins d'Aranjuez par Juan de Bautista († 1567), travaux poursuivis par Juan de Herrera[16].

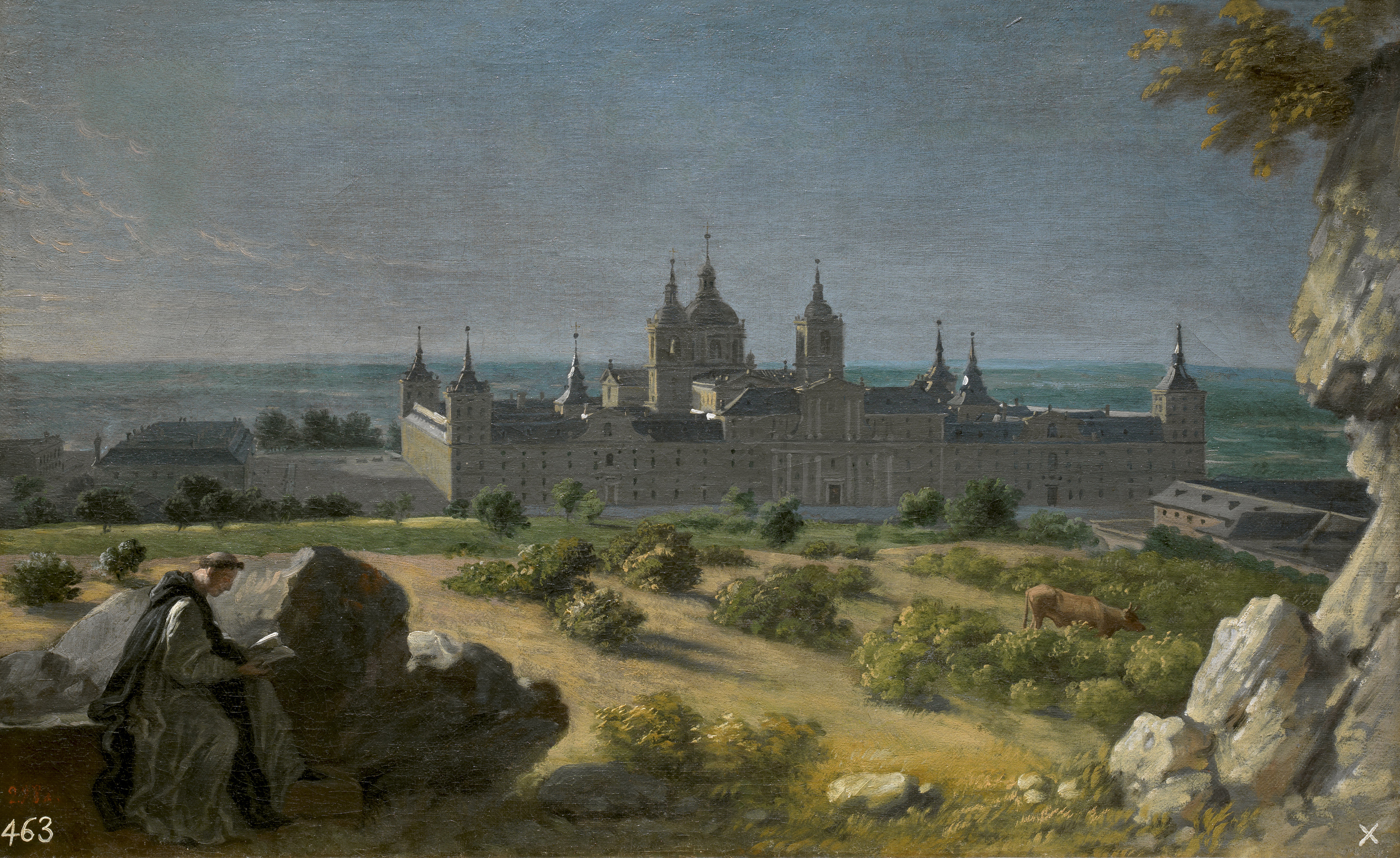
Le site royal de saint Laurent de l'Escurial.

- 23 avril 1563-13 septembre 1584 : construction de l'Escurial, palais-monastère commencé par Jean de Bautista de Tolède et achevé par Juan de Herrera, près de Madrid[17],[18].
- 14 mai 1564 : début des travaux du palais des Tuileries à Paris par Philibert Delorme et Jean Bullant sous l'impulsion de Catherine de Médicis[19].
- 1564 : construction de la fontaine de Santa María à Baeza en Andalousie, sur les plans de Ginés Martínez (es)[20].
- 1564-1568 : construction de la Porte Verte à Gdańsk[21].
- 1565 : début de la construction de l'Hôtel Scipion à Paris[22].
- Vers 1568 : Jacques Androuet du Cerceau construit le château de Verneuil-sur-Oise[23].
- 1569 : construction de la Löwenschloss, maison bourgeoise à Gdańsk en Pologne[24].

#### Italie
- Vers 1558-1560 : construction de la villa Foscari, dite « La Malcontenta », par Andrea Palladio en Vénétie[25].
- 1559-1573 : construction de la Villa Farnèse à Caprarola, près de Rome, par Vignole[26].

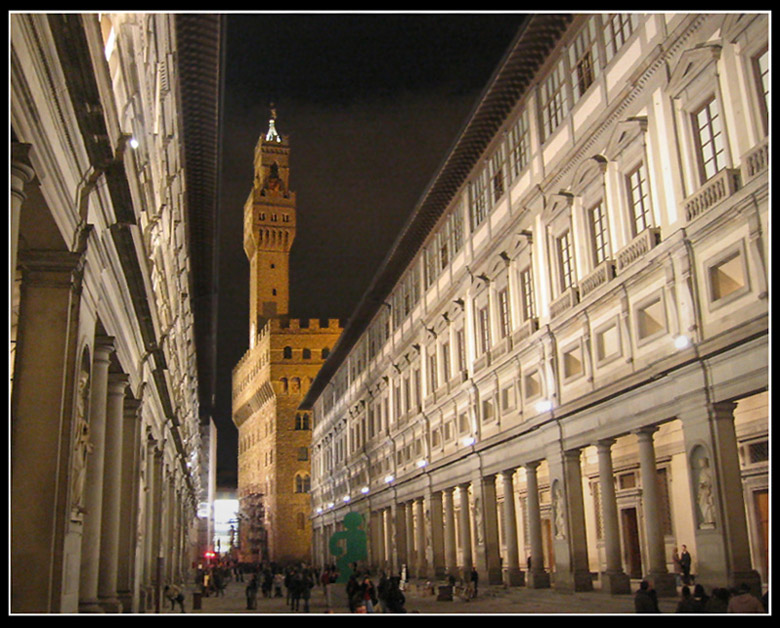
Galerie des Offices à Florence

- 1560-1580 : construction de la galerie des Offices à Florence par Giorgio Vasari[27].
- 5 août 1561 : le pape Pie IV pose la première pierre de la basilique Sainte-Marie-des-Anges à Rome. Michel-Ange est chargé de l'aménagement d'une partie des thermes de Dioclétien pour la transformer en église (1561-1566)[28].
- 1561-1567 : construction de l'église San Barnaba à Milan par Galeazzo Alessi[29].
- 1562-1564 : Andrea Palladio réalise la façade de l'église Saint-François-de-la-Vigne de Venise[30].
- 1563 :
  - construction de la chapelle des Sforza à Rome dessinée par Michel-Ange[31].
  - Giorgio Vasari réalise la coupole de la basilique Notre-Dame de l'humilité à Pistoia[32].
- 1564 : début de la construction du palais Doria-Tursi à Gênes, pour Niccolò Grimaldi sur les plans de Rocco Lurago (it)[33].
- 17 avril 1565 : début de la construction de l'église Santo Stefano dei Cavalieri à Pise par Giorgio Vasari et David Fortini, consacrée le 21 décembre 1569[34].
- 1565 : construction du corridor de Vasari à Florence[32].
- 1565/66-1569 : construction de la villa Rotonda à Vicence dessinée par Andrea Palladio[25].
- 1566 : début de la construction de la basilique San Giorgio Maggiore à Venise, dessinée par Andrea Palladio et terminée par Scamozzi en 1610[35].
- 1566/67-1572 : construction de la villa d'Este et de ses jardins à Tivoli par Pirro Ligorio[36].
- 1567-1581 : aménagement de l'axe du Cassaro (it) traversant Palerme jusqu'au port[37].
- 26 juin 1568 : début de la construction de l'église du Gesù à Rome dessinée par Vignole et Giacomo della Porta.

## Publications
- 1561 : Les Nouvelles Inventions pour bien bastir et à petits frais de Philibert Delorme.
- 1564 : Jean Bullant publie Reigle générale d'Architecture à Paris .
- 1563 : John Shute publie The First and Chief Groundes of Architecture à Londres, inspiré par Sebastiano Serlio.
- 1564 : Reigle générale d'architecture des cinq manières de colonnes de 1564, complétée en 1568
- 1567 : Philibert Delorme publie Le premier Tome de l'architecture' '.
- 1568 : Giorgio Vasari publie la deuxième édition augmentée de Le Vite delle più eccellenti pittori, scultori, ed architettori (les Vies des plus excellents Peintres, Sculpteurs et Architectes).

## Décès
- 18 février 1564 : Michel-Ange (° 6 mars 1475)
- 22 octobre 1563 : Diego de Siloé, architecte et sculpteur espagnol de la Renaissance (° 1490)